# Phil Gordon (Pokerspieler)
Philip Stewart „Phil“ Gordon (* 6. Juni 1970) ist ein professioneller US-amerikanischer Pokerspieler.

## Pokerkarriere

### Turniererfolge
Gordon spielte erstmals 2001 beim Main Event der World Series of Poker in Las Vegas und wurde prompt Vierter, wofür er 400.000 US-Dollar erhielt. Ein Jahr später erreichte er zwei Finaltische und wurde je einmal Sechster und Dritter. 2005 wurde er bei einem Shootout-Event Dritter. Obwohl Gordon einige weitere money finishes erreichte, konnte er kein Bracelet gewinnen. Aktuell liegen seine Einnahmen bei der World Series of Poker bei knapp 870.000 US-Dollar. Seinen letzten Gelderfolg bei der WSOP hatte er 2010.
Gordon kam 2002 bei einem Turnier der World Poker Tour an den Finaltisch, ehe er im März 2004 das Main Event in San José gewann. Dafür erhielt er eine Siegprämie von 360.000 US-Dollar. Gordon trat in diversen Fernsehturnieren auf, beispielsweise bei Poker After Dark und NBCs National Heads-Up Poker Championship. Insgesamt hat er sich mit Poker bei Live-Turnieren knapp 3 Millionen US-Dollar erspielt.

### Journalismus und Literatur
Gordon war ein Mitglied der Pokergruppe Tiltboys. Er trat weiters bei mehreren Fernseh- und Radioübertragungen auf, die Poker als Thema hatten. Außerdem schrieb er für bekannte Pokermagazine Kolumnen. Zudem schrieb er bereits mehrere Bücher (Phil Gordon’s Little Green Book, Phil Gordon’s Little Blue Book, The Real Deal: Insider Tips from the Co-host of "Celebrity Poker Showdown", Tales from the Tiltboys) und kommentierte eine DVD für Pokeranfänger.

## Persönliches
Der 2,06 Meter große Gordon war in den 1990ern am Start-up des High-Tech-Unternehmens Netsys Technologies beteiligt, welches im September 1996 für 79 Millionen US-Dollar an Cisco Systems verkauft wurde. Er gründete eine Organisation, die sich für die Unterstützung von Krebskranken einsetzt. Der Amerikaner ist verheiratet und lebt in Las Vegas.